# Thierry Thieû Niang
Thierry Thieû Niang (né en 1962 à Colmar) est un danseur et chorégraphe français.

## Biographie
Avant de commencer sa carrière artistique à 23 ans, Thierry Thieû Niang commence son parcours comme instituteur et psychomotricien, puis il se forme à la danse auprès de Renate Pook, Christine Gérard, Carolyn Carlson, Odile Duboc, Douglas Dunn et Julyen Hamilton avant de devenir interprète pour les compagnies de Hideyuki Yano, Christine Gérard et Daniel Dobbels, Nadine Hernu, Daniel Larrieu, Héla Fattoumi & Éric Lamoureux.
Aimant découvrir de nouveaux territoires, son travail va se diversifier et intégrer rapidement d'autres disciplines : au théâtre il joue mais accompagne aussi des metteurs en scène, participant au travail de Robert Carsen, Claude Régy, Alain Gintzburger, François Rancillac ou Patrice Chéreau. Au cinéma, il travaille pour Jacques Vincey, Solveig Dommartin, Stéphane Nelet ou encore Frédérique Ribis. Thierry Thieû Niang réalise également des mises en espace pour des récitals ou des concerts pour Jeff Cohen, François Lasserre, Fania, Catherine Delaunay ou encore Tatiana Mladenovitch. Enfin il devient lui-même chorégraphe et crée de nombreux spectacles dès 1993.
Au cœur du travail de Thierry Thieu Niang, figure sa capacité reconnue à monter des ateliers et des spectacles avec des publics amateurs : enfants, nouveaux arrivants, autistes, seniors, etc. Ce travail a fait l'objet de nombreuses captations dont la plus célèbre, Une jeune fille de 90 ans, a obtenu une forte reconnaissance publique et professionnelle.

## Spectacles (sélection)

### Metteur en scène et chorégraphe
- 2008 : La Douleur de Marguerite Duras, créé avec Patrice Chéreau, Théâtre Nanterre-Amandiers[5]
- 2011 : La Nuit juste avant les forêts de Bernard-Marie Koltès, créé avec Patrice Chéreau, Théâtre de l'Atelier, Paris[6]
- 2012 : ... du printemps !, Théâtre de la Ville[7]
- 2013 : Une douce imprudence, créé avec Éric Lamoureux, La chartreuse, Avignon
- 2013 : Touchée par les fées, créé avec Ariane Ascaride et Marie Desplechin, Maison des Métallos, Paris[8]
- 2014 : Sinbad d'Howard Moody, La Monnaie, Bruxelles
- 2016 : Au cœur, créé avec Linda Lê au Festival d'Avignon[9]
- 2017 : Ses majestés, Théâtre Gérard-Philipe, Saint Denis[10]
- 2019 : Va voir là bas si j’y suis, créé avec des danseurs de L'Atelier des artistes en exil, Mac Val et Palais de la Porte Dorée – Musée national de l’histoire de l’immigration
- 2022 : Les Sentinelles crée pour le Festival à Corps au Théâtre Auditorium de Poitiers avec des étudiants de l'Atelier de recherche chorégraphique de l'université de Poitiers

## Documentaires
Danser le printemps à l'automne
Le spectacle ... du printemps! qui réunit une trentaine de danseurs de plus de 60 ans, pour la plupart amateur, autour de Patrice Chéreau et Pier Lamande, est au coeur de ce documentaire, réalisé par Philippe Chevallier et Denis Sneguirev : le spectacle est une adaptation du Sacre du printemps de Stravinsky.
Une jeune fille de 90 ans
Son travail fait l'objet d'un documentaire Une jeune fille de 90 ans réalisé par Valeria Bruni Tedeschi et Yann Coridian, tourné alors qu'il anime un atelier de danse avec des patients malades de l’Alzheimer au service de gériatrie de l’hôpital Charles Foix d’Ivry. Le film reçoit un accueil favorable du public et de nombreux prix.

### Habiter le mouvement, un récit en dix chapitres
Un portrait poétique, réalisé par Béatriz Mediavilla, sur une tournée d'ateliers qu'il est allé donner au Québec. Le film a reçu le prix de la meilleure oeuvre canadienne au Festival international des films sur l'art à Montréal.

## Livre
- Au bois dormant, avec Marie Desplechin, éditions des Busclats[16], 2018.

## Prix
- 1994 : Lauréat de la Villa Médicis hors les murs pour le Vietnam
- 2004 : Lauréat de la fondation Unesco-Aschberg pour le Kenya
- 2016 : Officier des Arts et des lettres